# Bombardeigs de Vic
Els bombardeigs de Vic van ser una sèrie d'atacs aeris realitzats per l'aviació del bàndol nacional entre el desembre de 1938 i el febrer de 1939, durant la Guerra Civil espanyola, contra la capital d'Osona.
Vic era un objectiu estratègic, ja que disposava d'un aeròdrom i des de finals de 1937 s'hi havien instal·lat diferents petits tallers de reparació i muntatge d'avions Polikàrpov I-15. Fins aleshores no havia patit bombardejos a causa de la seva situació geogràfica allunyada de la costa i el front, però durant l'ofensiva contra Catalunya de finals del 38 aviat va esdevenir un objectiu viable.
Es van realitzar 4 bombardejos; als tres primers es van llançar les bombes al nucli de la població, mentre que al quart es van atacar unes posicions de tropes republicanes fora de la ciutat el mateix dia que les tropes franquistes l'ocuparien. En tots els casos els atacs van ser dirigits per pilots espanyols de l'aviació nacional i en total van provocar desenes de morts tot i les sirenes d'alarma i els refugis antiaeris.

## Antecedents
Durant l'ofensiva de Llevant de 1938, que tenia com a objectiu l'ocupació de València, aleshores la capital de la Segona República Espanyola, Catalunya va quedar aïllada de la resta dels territoris republicans. Per alleujar la pressió sobre València, des de Catalunya es va llançar una ofensiva des del riu Ebre, la batalla de l'Ebre, que acabaria esdevenint l'enfrontament més llarg de la guerra amb 115 dies de combats.
El bàndol republicà acabaria perdent la batalla i Catalunya quedaria pobrament defensada: pocs soldats veterans i molt mal armats, només 1 de cada 2 homes disposava d'un fusell. Franco va llançar aleshores una ofensiva contra Catalunya amb un gran suport aeri que castigaria front i rereguarda.
Vic va ser una de les nombroses ciutats de la rereguarda que va ser bombardejada per l'aviació feixista. Vic era un objectiu atractiu, ja que no disposava de defenses antiaèries i segons els serveis d'informació italians s'hi allotjaven caces i bombarders i segons l'aviació nacional hi havia fàbrica de material de guerra i avions, generadors d'electricitat, dipòsits d'armament i benzina i concentracions de tropes. La informació del bàndol nacional no anava gaire desencaminada, des de finals de 1937 s'hi havia instal·lat una densa xarxa de tallers (SAF 24) que muntaven i reparaven Polikàrpovs I-15, també anomenats Xatos. Al principi es muntaven al Garatge Rovira, però aviat s'hi van sumar més tallers de la ciutat. L'alcalde de Vic, Marià Serra i Badell, i la resta de ciutadania van sol·licitar que aquesta infraestructura militar s'apartés del nucli urbà. En un principi es va considerar traslladar-ho als afores, a la fàbrica de la farina, però finalment es van acabar aprofitant tant els tallers com la nova fàbrica. Per provar els avions muntats i reparats, al sud i vora el nucli de Vic, hi havia un aeròdrom que fins al maig de 1938 havia allotjat la 2a esquadrilla de Polikàrpov R-Z Natatxes. Tot aquest complex industrial militar estava indefens car no hi havia defenses antiaèries.

## Els bombardejos

### Primer bombardeig
El primer atac es va realitzar dos dies abans del començament de la campanya de Catalunya, el 21 de desembre de 1938. Els bombarders, un grup de 6 avions Savoia-Marchetti SM.79 de la 2a Brigada Hispana, van arribar a la ciutat cap a les dotze del migdia.
Van bombardejar les fàbriques i l'estació de tren, provocant 7 morts i nombrosos ferits. L'hospital internacional de Vic, una casa de caritat de les Germanes Carmelites de la Caritat reconvertida com a hospital pels ferits de guerra, també va rebre l'impacte d'una bomba que va foradar l'edifici.

### Segon bombardeig
El segon bombardeig es va realitzar el 20 de gener de 1939, un mes després i en plena ofensiva contra Catalunya. El van dur a terme pilots espanyols de la 3a Esquadra de la 2a Brigada Hispana tripulant 10 avions. El seu objectiu va ser el pont d'accés a Vic i l'estació de tren. En aquest cas també van provocar nombrosos morts i ferits, a més a més van aconseguir destruir un tren.

### Tercer bombardeig
Aquest fou l'últim bombardeig contra el centre urbà i es va produir 5 dies després del segon, el 25 de gener de 1939. L'acció va estar dirigida també per la 3a Esquadra de la 2a Brigada Hispana amb els mateixos aparells. Teòricament l'objectiu principal era l'aeròdrom però realment sembla que van intentar fer blanc a l'objectiu secundari: la indústria de guerra, els tallers de muntatge i reparació d'avions. Durant la maniobra els pilots espanyols van apuntar haver vist 8 avions a l'aeròdrom.
En aquesta mateixa ràtzia també es va bombardejar l'Estació del Figaró, en total es van llançar un total de 40 bombes de 100 kg i 80 de 50 kg, que es van repartir entre Vic i el Figaró.

### Quart bombardeig
El quart bombardeig va ser una maniobra de suport a les forces terrestres nacionals, que des del dia 31 de gener sotjaven la ciutat. Els soldats de terra venien d'ocupar Gurb havent travessat tot el Lluçanès i tenien al davant tropes de l'exèrcit republicà atrinxerades i preparades per detonar els explosius que havien col·locat als ponts sobre el riu Mèder.
El dia 1 de febrer va començar l'enfrontament. Les tropes feixistes, comandades pel general Rafael García Valiño, van entaular combat amb els republicans. Per estovar la defensa, l'aviació nacional va enviar suport aeri. Un grup de Heinkel He-45 i un altre de Heinkel He-51 van bombardejar les posicions defensives de l'exèrcit popular al nord-oest de la ciutat. Amb l'ajuda del raid, les forces feixistes van aconseguir entrar a la ciutat cap al fosc. Les forces marroquines, els primers a entrar, van colpejar les portes de les cases amb la culata dels fusells mentre cridaven ¡Arriba España! i ¡Viva España! i van saquejar les cases buides.

## Homenatge a les víctimes
Diverses formacions polítiques han reclamat o han dirigit homenatges a les víctimes dels bombardejos. Concretament ICV-EUiA, va organitzar una taula rodona per debatre sobre els fets a la ciutat i, amb motiu dels 70 anys dels bombardeigs, van fer una reclamació municipal perquè l'Ajuntament de Vic realitzés un homenatge a les víctimes civils i reconegués la tasca de l'alcalde republicà Marià Serra i Badell. A causa de la moció es va crear la comissió per a la memòria històrica de Vic.
Per altra banda, la secció de la CUP de Vic va organitzar el 2014 un acte de record del 75è aniversari de l'entrada de les tropes franquistes a la ciutat (la nit de l'1 al 2 de febrer de 1939) on es va llegir un manifest a favor de la lluita antifeixista i es van recitar, un per un, els noms de les persones que se sap que hi varen perdre la vida. També van fer una ofrena floral a la placa d'homenatge a les víctimes i es va cantar l'himne de Catalunya, Els segadors.